# Det jättestora juleljuset
Det jättestora juleljuset är en finlandssvensk julkalender i Yle från 2015 i regi Jakob Höglund efter ett manus av Gert Sabel och Tommy Wallin. Serien är en spin-off från tv-serien Undra sa flundra, som visades i BUU-klubben från hösten 2013 till tidig höst 2016 och blev teaterregissören Jakob Höglunds tv-debut.

## Handling
Serien handlar om invånarna i Småfolksbyn. Fjolårets julfirande slutade i katastrof och därför har det nu bestämts att i år ska alla fira jul var för sig. Ett beslut som framför allt Farfar Rost vill hålla fast vid, trots att de övriga gärna skulle vilja göra som vanligt. Men då dyker en främmande figur  som kallar sig Surpuppan upp i byn och plötsligt tar julförberedelserna en ny vändning.

## Rollista
- Maria Bergman – Gurli
- Jenny Ingman – hamstern
- Maya Klingenberg – lillspiken
- Tom Rejström – surpuppan
- Gert Sabel – farfar Rost
- Ann-Catrin Virkama – Susie
- Tommy Wallin – Trinity

## Produktion
Serien producerades av Malakta Films  i samproduktion med Yle och med stöd från Svenska Kulturfonden, Konstsamfundet och North Finland Film Commission. Serien spelades in i maj 2016 i Malakta Films studio i Malax medan utomhusscenerna spelades in i Kuusamo under en vecka i april 2016.

## Mottagande
Fredrik Sonck på Hufvudstadsbladet menade på att svenskspråkiga barn förtjänade bättre och skrev "I tv-formatet kommer Höglund inte alls till sin rätt, utan produktionen är tvärtom visuellt hämmad av sina statiska kameror och av sina trånga, på gränsen till klaustrofobiska, studiomiljöer som bara tillåter ett minimum av rörelse." Sonck kritiserade också manuset, skådespelarna och scenografin och menade på att scenografin inte lyckades skapa illusionen av att småfolket verkligen var just små. Dock så nämndes inledningsanimationen, dräkterna och musiken som positiva men att det inte räckte för att rädda helheten.